# Mais Podres do que Nunca
Mais Podres do que Nunca é o primeiro álbum de estúdio do grupo músical brasileiro de punk rock Garotos Podres, lançado em 1985.
O álbum foi gravado e mixado em 12 horas (numa mesa de som de 8 canais), no estúdio Vice-Versa, em São Paulo, e contava com a produção de Redson Pozzi, vocalista e guitarrista da banda Cólera. Inicialmente seria lançado em demo-tape, porém foi lançado pelo selo Rocker em formato LP.
A canção "Johnny" foi censurada, sendo proibida a sua execução pelos meios de comunicação. As canções "Papai Noel Velho Batuta" e "Maldita Polícia" foram mudadas propositalmente pela banda para burlar a censura.
Em 1986, foi lançada uma segunda tiragem pelo selo Lup-Som. Em 1987, o selo Lup-Som lança uma terceira tiragem com o título "Pisando na M...", e com outra capa. A origem do título se deve ao incidente em que os Garotos Podres, insatisfeitos com os trabalhos e o descaso da gravadora, pisaram em merda de cachorro pela rua e deram um passeio pelo escritório acarpetado desta gravadora.
Esse álbum chegou a marca das 50 mil cópias vendidas, um recorde de vendagem de discos independentes na época do lançamento. Em julho de 2016, foi eleito pela revista Rolling Stone Brasil como o 3º melhor disco de punk rock do Brasil.
Em 1995, este LP foi editado em CD pelo selo Rotten Records, onde foi incluída a canção "Meu Bem" como faixa-bônus. A partir do ano de 1997, a própria banda veio editando este álbum.

## Faixas
1. "Não Devemos Temer" (Mauro/Mao/Sukata)
2. "Johnny" (Mauro/Mao/Sukata)
3. "Insatisfação" (Mauro/Mao/Sukata)
4. "Maldita Preguiça" (Mauro/Mao/Sukata)
5. "Vou Fazer Cocô" (Mauro/Mao/Sukata)
6. "Anarkia Oi!" (Mauro/Mao/Sukata)
7. "Eu Não Sei o que Quero" (Mauro/Mao/Sukata)
8. "Papai Noel Velho Batuta" (Mauro/Mao/Sukata)
9. "Miseráveis Ovelhas" (Mauro/Mao/Sukata)
10. "Liberdade (Onde Está?)" (Mauro/Mao/Sukata)
11. "Führer" (Mauro/Mao/Sukata)

## Integrantes
- Mao - vocal
- Mauro - guitarra e vocal
- Sukata - baixo e vocal
- Português - bateria